# Пам'ятні монети Молдови
Пам'ятні монети Молдови — пам'ятні монети, що випускаються в обіг Національним банком Молдови, мають нумізматичну цінність і можуть бути використані як платіжний засіб. Національний банк Молдови випускає в обіг монети через ліцензовані банки.
Пам'ятні монети мають особливий естетичний вигляд і особливий метод виконання. Вони представлені в капсулах і спеціальних коробочках, до яких додаються Сертифікати автентичності включають характеристики монети і підпис президента Національного банку.
Перша пам'ятна монета була випущена Національним банком Молдови в 1996 році і присвячена 5-річчю з дня проголошення незалежності Республіки Молдова. Перша серія монет була присвячена монастирям Молдови, випущена в 2000 році.
Всі монети Республіки Молдова, датовані 2000, 2001, 2004 і 2006 роками, виготовлені в Чехії; в 2003 і 2005 роках — у Румунії. Монети 1996 року — єдині викарбувані у Великій Британії.
Художники ескізів — Семен Замша, Віталій Поголша та Миколи Мицу. Монети 2006 року вперше було доручено «створити» жінці — Валентині Кожокару.

## Пам'ятні монети
| Назва                                           | Номінал (лей) | Дата випуску в обіг | Матеріал, проба        | Маса (грам) | Діаметр (мм) | Наклад (штук) | Опис | Зображення |
| ----------------------------------------------- | ------------- | ------------------- | ---------------------- | ----------- | ------------ | ------------- | --- | ---------- |
| 5 років Незалежності Молдови                    | 100           | 13 листопада 1996   | срібло, 925            | 28,28       | 38,61        | 20 000        | У центральній частині монети намальований лелека, з гроном винограду на тлі сонця. Нижче зазначений номінал монети (100 LEI), потім — популярний молдовський візерунок і під ним рік випуску монети. Вгорі, по колу монети розміщено написи: «PROCLAMAREA INDEPENDENTEI» і нижче «1991». |            |
| Атланта-96. Перша участь в Олімпійських Іграх   | 100           | 1996                | срібло, 925            | 28,28       | 38,61        | 20 000        | У центрі монети — Микола Журавський і Віктор Ренейський в каное (срібні чемпіони XXVI Літніх Олімпійських ігор на дистанції 500 метрів). Написи: зверху — Атланта 1996, унизу — Prima Participare (Перша участь).                                                                        |            |
| 150-річчя з дня народження Михайла Емінеску     | 100           | 29 листопада 2000   | срібло, 925            | 31,1        | 37           |               | У центрі поміщений портрет Емінеску. Поруч з портретом зображена чорнильниця з пером і розгорнута книжка. Зверху, по колу монети написи: «MIHAI EMINESCU» та роки життя «1850—1889». Знизу, під портретом — підпис письменника.                                                          |            |
| 100-річчя з дня народження Штефана Няги         | 100           | 29 листопада 2000   | срібло, 925            | 31,1        | 37           |               | У центрі поміщений портрет Стефана. Зліва від портрета зображена ліра. Знизу, по колу монети напис: «STEFAN NEAGA» та роки життя «1900—1951». |            |
| 525-річчя перемоги Стефана III біля Васлуя      | 100           | 29 листопада 2000   | срібло, 925            | 31,1        | 37           | 1 000         | Ополчення Стефана III йде проти Османського ярма. Вгорі дата Битви при Васлуї — 1475. |            |
| 600-річчя коронації Олександра Доброго          | 100           | 29 листопада 2000   | срібло, 925            | 31,1        | 37           | 1 000         | У центрі поміщений портрет Олександра Доброго. З правого боку від нього зображений герб XV століття і (по колу монети) напис: «ALEXANDRU CEL BUN». Зліва роки правління: «1400—1432». |            |
| 125-річчя з дня народження Костянтина Бранкузі  | 50            | 5 листопада 2001    | срібло, 925            | 16,5        | 30           | 1 000         | У центрі поміщений портрет К. Бранкузі. Зліва нього зображені деякі творіння скульптора. Внизу по колу монети напис: «CONSTANTIN BRANCUSI». |            |
| 180-річчя з дня народження Васіле Александрі    | 50            | 5 листопада 2001    | срібло, 925            | 16,5        | 30           | 1 000         | У центрі поміщений портрет Васіле Александрі. Праворуч від портрета зображено книга з пером і пейзаж. Знизу, по колу монети напис: «VASILE ALECSANDRI» та роки життя «1821—1890». |            |
| 10 років Незалежності Молдови                   | 100           | 28 серпня 2001      | срібло, 925            | 31,1        | 37           | 1 000         | У центральній частині монети зображена Тріумфальна арка в центрі Кишинева. По колу монети розміщено написи: «PROCLAMAREA INDEPENDENTEI» (зверху) і «10 ANI» (знизу, між гілками дуба по лівій стороні і лавра по правій стороні).                                                        |            |
| Свято вина                                      | 10            | 10 жовтня 2003      | латунь покрита нікелем | 30          | 25           |               | У центрі вміщено зображення графина з кубком. Зверху над ними виноградна лоза. Знизу, по колу монети напис: «Свято вина» молдовською мовою. |            |
| 370-річчя з дня народження Мирона Костіна       | 50            | 20 серпня 2003      | срібло, 925            | 16,5        | 30           | 500           | У центрі поміщений портрет Костіна. Праворуч від портрета зображено стопка книг, чорнильниця з пером і аркуш паперу. Знизу, по колу монети напис: «MIRON COSTIN». |            |
| 330-річчя з дня народження Дмитра Кантеміра     | 50            | 10 жовтня 2003      | срібло, 925            | 16,5        | 30           | 500           | У центрі поміщений портрет Д. Кантеміра. Праворуч від нього зображені аркуш паперу з фразою «Descriptio Moldaviae» і перо. Внизу по колу монети напис: «DIMITRIE CANTEMIR». |            |
| 380-річчя з дня народження Митрополита Дософтея | 50            | 13 жовтня 2004      | срібло, 925            | 16,5        | 30           | 500           | У центрі поміщений портрет церковнослужителя. По колу монети написи: «MITROPOLITUL DOSOFTEI» (зверху) і роки життя «1624—1693» (знизу). |            |
| 500-річчя з смерті Стефана III                  | 100           | 2 липня 2004        | золото, 999,9          | 7,8         | 24           |               | У центрі поміщений портрет Стефана ІІІ з мечем. Зліва від портрета монастир і напис «500 років від смерті» на молдовській мові. По колу монети написи: «STEFAN CEL MARE SI SFANT» (зверху) і «1504—2004» (знизу).                                                                        |            |
| Європейський жіночий чемпіонат з шахів          | 10            | 6 червня 2005       | латунь покрита нікелем | 30          | 25           | 500           | У центрі поміщена схема карти Молдови та напис «CHISINAU 2005». З лівого боку від карти дві шахові фігури на шаховій дошці. По колу монети напис: «EUROPEAN FEMALE CHESS CHAMPIONSHIP».                                                                                                  |            |
| Беребіста — король Дакії                        | 100           | 2005                | срібло, 925            | 31,1        | 37           |               | У центрі монети зображено портрет Беребісти на тлі сцени битви гето-даків з римлянами. По колу написи: «BUREBISTA» (зверху), «REGELE DACILOR» (знизу). |            |
| 415-річчя з дня народження Григора Уреке        | 50            | 29 серпня 2005      | срібло, 925            | 16,5        | 30           |               | Центральним зображенням монети є портрет Григора Уреке. Праворуч від портрета зображено листок паперу з написом «Letopisetul Tarii Moldovei» і перо. По колу є написи: «GRIGORE URECHE» (зверху), «1590—1647» — роки життя (знизу).                                                      |            |
| 200-річчя з дня народження Олександру Донича    | 50            | 2006                | срібло, 925            | 16,5        | 30           |               | У центрі поміщений портрет Донича. З правого боку від письменника зображена книга з фрагментом його байки. По колу монети напис: «ALEXANDRU DONICI» (зверху) і роки життя «1806—1865» (знизу).                                                                                           |            |
| 15 років Національному Банку Молдови            | 100           | 2006                | срібло, 925            | 31,1        | 37           |               | У центральній частині монети знаходиться будівля Національного Банку в оточенні кількох монет різного номіналу. По колу монети розміщено написи: «BANCA NATIONALA A MOLDOVEI» (зверху) і «10 ANI» (знизу, між гілками дуба).                                                             |            |
| 15 років Незалежності Молдови                   | 100           | 2006                | срібло, 925            | 31,1        | 37           |               | У центральній частині монети знаходиться карта-схема країни і 25 зірочок різного розміру. По колу монети є написи: «PROCLAMAREA INDEPENDENTEI», «DIN EUROPA SPRE EUROPA» (зверху) і «1991—2006» (знизу, між гілками дуба).                                                               |            |

## Серії пам'ятних монет
- Монастирі Молдови — серія складається з 20 срібних монет із зображенням святих обителей Молдови;
- Червона книга Республіки Молдова — ряд монет присвячених флорі та фауні Молдови;
- Свята, культура, традиції Молдови — в серію включені монети із зображенням промислів і народних традицій, збережених та переданих місцевими жителями протягом всієї історії;
- Пам'ятники Молдови — монети серії присвячені пам'ятникам Молдови національного та міжнародного значення — творам скульптури і архітектури, а також пам'ятникам природи, науковогої та естетичного значення, як складової частини природної спадщини Молдови.;
- Видатні особистості — монети присвячені видатним особистостям історії, культури, науки і національної літератури;
- 650 років заснування Молдовської держави — серія включає в себе монети які зображають події особливої важливості для історії та національної культури.